# Dracula (serial)
Dracula este un serial de televiziune britanico-american horror dramatic care a avut premiera pe canalul NBC la 25 octombrie 2013. Este produs de Carnival Films care are sediul în Londra. Serialul este creat de Cole Haddon, fiind o reimaginare a romanului clasic Dracula de Bram Stoker. Daniel Knauf, creator al serialului HBO Carnivàle, este scenaristul-șef al serialului, colaborând cu Haddon.
Serialul a avut premiera în Regatul Unit la 31 octombrie 2013 pe canalul Sky Living.
Rețeaua TV a anunțat serialul în ianuarie 2012, când și-a luat angajamentul de a-l crea, iar în iulie 2012 serialul a primit undă verde pentru realizarea a 10 episoade.

## Prezentare
La sfârșitul secolului al XIX-lea, un Dracula misterios ajunge în Londra, dându-se drept antreprenor american care vrea să aducă știința modernă în lumea victoriană. El este interesat mai ales de noua tehnologie a energiei electrice care promite să lumineze noaptea - lucru util pentru cineva care evită soarele. Dar Dracula are un alt motiv pentru călătoriile sale: el speră să se răzbune pe cei care i-au dat un dar blestemat cu secole în urmă: nemurirea. Totul pare a merge conform planului... până când se îndrăgostește nebunește de o femeie care pare a fi o reîncarnare a soției sale moarte.

## Distribuție

### Personaje principale
- Jonathan Rhys Meyers este Dracula / Alexander Grayson / Vlad Țepeș[7]
- Jessica De Gouw este Mina Murray / Ilona[7]
- Thomas Kretschmann este Abraham Van Helsing[8]
  - Kretschmann l-a interpretat anterior pe Dracula în filmul italian de groază din 2012, Dracula 3D.
- Victoria Smurfit este Dna. Jayne Wetherby, o femeie la modă care este imediat atrasă de regele vampirilor.[9]
- Oliver Jackson-Cohen este Jonathan Harker, un jurnalist care este disperat să acceadă în rândurile aristocrației.[10][11]
- Nonso Anozie este R.M. Renfield,  confident loial al lui Dracula și deținător al unor secrete.[12]
- Katie McGrath este Lucy Westenra[12]

### Personaje secundare
- Matt Barber este Campbell[13]
- Michael Nardone as Hermann Kruger[14]
- Ben Miles este Browning

## Producție
Producția serialului a început în februarie 2013 la Budapesta.
Steve Shill (Dexter, Law & Order: Criminal Intent, The Tudors) a regizat episodul pilot. Printre alți regizori care vor realizza episoade ale acestui serial se numără Andy Goddard (Law & Order: UK, Downton Abbey, Torchwood), Brian Kelly (Inspector Lewis, Downton Abbey), Nick Murphy (Occupation, Primeval) și Tim Fywell (Inspector Lewis, Waking the Dead, Masters of Sex).
Alți scenariști care vor participa la scrierea episoadelor: Tom Grieves (Being Human, The Palace) și Rebecca Kirsch (Leverage).
Înainte de premiera serialului, NBC a lansat pe web o animație intitulată Dracula Rising, care servește ca prequel și care prezintă povestea originii personajului titular.

## Episoade
| Nr. | Titlu                                        | Regia       | Scenariu     | Premiera TV       | Audiență SUA (milioane) |
| --- | -------------------------------------------- | ----------- | ------------ | ----------------- | ----------------------- |
| 1 | „The Blood Is the Life (Sângele este viață)” | Steve Shill | Cole Haddon  | 25 octombrie 2013 | 5.26                    |
| Prezintă sosirea lui Alexandru Grayson în Londra unde organizează o petrecere mai mult decât generoasă. El o vede pe Mina, o femeie care se aseamănă foarte mult cu soția sa moartă, fiind însoțită de prietenii ei Jonathan Harker și Lucy Westenra. El se întâlnește, de asemenea, Lady Jayne Wetherby precum și cu victimele sale, membri ai Ordinului Dragonului. |                                              |             |              |                   |                         |
| 2 | „A Whiff of Sulphur (O adiere de sulf)”      | Steve Shill | Daniel Knauf | 1 noiembrie 2013  | TBA                     |
| Grayson și Lady Jayne devin amanți, în ciuda suspiciunilor sale că ar fi în legătură cu Ordinul Dragonului. Mina cere ajutorul lui Grayson într-o problemă, iar Van Helseing își continuă cercetările în scopul găsirii unui vaccin care să permită lui Dracula să stea în Soare în timp ce Harker face o afacere cu diavolul.                                        |                                              |             |              |                   |                         |
| 3 | „Goblin Merchant Men”                        | TBA         | TBA          | 8 noiembrie 2013  | TBA                     |
| Grayson o investighează Lady Jayne și câștigă de partea sa un inamic puternic. Lucy încearcă s-o ajute pe Mina. |                                              |             |              |                   |                         |
| 4 | „From Darkness to Light”                     | TBA         | TBA          | 15 noiembrie 2013 | TBA                     |
| 5 | „The Devil's Waltz”                          | TBA         | TBA          | 29 noiembrie 2013 | TBA                     |

## Legături externe
- Site web oficial
- Dracula la Internet Movie Database
- Dracula la Cinemagia

Format:Emisiuni NBCNetwork